# Stéphane Julien
Stéphane Julien (* 7. April 1974 in Shawinigan, Québec) ist ein ehemaliger kanadischer Eishockeyspieler und derzeitiger -trainer, der während seiner aktiven Laufbahn unter anderem für die Nürnberg Ice Tigers, Kölner Haie und den EHC München in der Deutschen Eishockey Liga gespielt hat.

## Karriere
Stéphane Julien, der früh mit dem Eishockeyspielen begann, startete seine Karriere bei den Draveurs de Trois-Rivières in der Ligue de hockey junior majeur du Québec, einer der Top-Juniorenligen in Kanada. Nach zwei Jahren in Trois spielte der Verteidiger drei weitere Jahre in der LHJMQ für die Sherbrooke Faucons. Obwohl Julien gute Scoringwerte und gute Plus/Minus-Bilanzen aufwies, wurde der Rechtsschütze von keinem Team aus der National Hockey League gedraftet. 1995 entschied sich der Kanadier zu einem Wechsel zum französischen Erstligisten CSG Strasbourg, für die er eine Spielzeit auf dem Eis stand, ehe er nach Nordamerika zurückkehrte. In der East Coast Hockey League war Stéphane Julien in der Spielzeit 1996/97 für die Pensacola Ice Pilots aktiv, kehrte jedoch nach der Spielzeit nach Europa zurück, wo er sich dem italienischen Erstligisten AS Varese anschloss. In diesem Jahr sammelte der Kanadier ebenso wie bei seiner nächsten Station, dem SHC Fassa, jeweils mehr Punkte, als er Spiele bestritt.
In der Spielzeit 1999/2000 wechselte Julien in die 2. Bundesliga zum ERC Ingolstadt, mit dem er im Finale der Play-offs der Düsseldorfer EG unterlag und so den Aufstieg verpasste. Im Anschluss an diese Spielzeit folgten drei Jahre in der Schweizer Nationalliga B, wo der Abwehrspieler zunächst ein Jahr für HC Sierre, danach für den EHC Basel auf Eis ging. In der NLB gehörte der Kanadier stets zu den punktbesten Verteidigern, weshalb 2003 die Nürnberg Ice Tigers auf ihn aufmerksam wurden und ihn in die DEL holten. Zwar scheiterte Julien mit den Ice Tigers in der Saison 2003/04 im Play-off-Viertelfinale, doch der Kanadier etablierte sich auf Anhieb als einer der Topverteidiger der Liga. Zur Spielzeit 2004/05 unterschrieb der Defensivspieler einen Vertrag beim Ligakonkurrenten Kölner Haie, bei denen er ebenfalls überzeugte und einen Vertrag bis 2008 erhielt. In der Saison 2005/06 war der Kanadier der Spieler mit der besten Plus/Minus-Statistik der Liga nach der Vorrunde und mit 52 Scorerpunkten bester Verteidiger. Auch eine Saison später gehörte Julien zu den punktbesten Verteidigern der DEL und wurde zum DEL All-Star Game 2007 eingeladen. Ende Januar 2009 wurde er aus seinem laufenden Vertrag bei den Haien bis zum Saisonende freigegeben. Er schloss sich daraufhin dem EC Red Bull Salzburg an, kehrte zur neuen Saison aber wieder nach Köln zurück.
Im Sommer 2010 wechselte Julien zum DEL-Aufsteiger EHC München. Am 21. Mai 2012 gab er das Ende seiner Karriere als Eishockeyspieler bekannt. Zur Saison 2012/13 wurde er von den neugegründeten Sherbrooke Phoenix aus der Québec Major Junior Hockey League als Assistenztrainer verpflichtet.
Julien war bekannt für seinen präzisen und harten Schlagschuss von der blauen Linie. Nach jedem Training absolvierte der Rechtsverteidiger, nach eigenen Angaben, an die 100 Schlagschüsse auf das leere Tor, um sich seine Präzision und seine Schusshärte zu erhalten.

## Erfolge und Auszeichnungen
- 1995 Trophée Émile Bouchard
- 2004 Teilnahme am DEL All-Star Game
- 2005 Teilnahme am DEL All-Star Game
- 2006 Teilnahme am DEL All-Star Game
- 2007 Teilnahme am DEL All-Star Game
- 2020 Trophée Ron Lapointe

## Karrierestatistik
(Legende zur Spielerstatistik: Sp oder GP = absolvierte Spiele; T oder G = erzielte Tore; V oder A = erzielte Assists; Pkt oder Pts = erzielte Scorerpunkte; SM oder PIM = erhaltene Strafminuten; +/− = Plus/Minus-Bilanz; PP = erzielte Überzahltore; SH = erzielte Unterzahltore; GW = erzielte Siegtore; 1 Play-downs/Relegation; Kursiv: Statistik nicht vollständig)